# کیلا بلیک
کیلا بلیک (انگلیسی: Kayla Blake؛ زادهٔ ۴ دسامبر ۱۹۶۳) یک هنرپیشه اهل ایالات متحده آمریکا است.